# حي السريان
حي السريان هو أحد أحياء منطقة بغداد الجديدة وسمي بحي السريان لان أغلب من يقطنه هم من المسيحيون السريان ويوجد في الحي كنيستين أحدها للسريان الكاثوليك والأخرى للسريان الأرثوذكس ويعتبر من الأحياء الجميلة والهادئة كونه معزول عن صخب المدينة. وشهد الحي بعض أعمال العنف في سنوات الاقتتال الطائفي.